# Perivale (stanice metra v Londýně)
Perivale je stanice metra v Londýně, 2. května 1904. Původní název byl Perivale Halt. Nachází se na lince:
- Central Line (mezi stanicemi Greenford a Hanger Lane)

| Rok  | Počet cestujících |
| ---- | ----------------- |
| 2011 | 2,08 mil          |
| 2012 | 2,16 mil          |
| 2013 | 2,24 mil          |
| 2014 | 2,34 mil          |